# Port lotniczy Suai
Port lotniczy Suai (port. Aeroporto Covalima, IATA: UAI, ICAO: WPDB) – port lotniczy zlokalizowany 4 kilometry na wschód od Suai (Timor Wschodni).